# Jenipapo dos Vieiras
Jenipapo dos Vieiras is een gemeente in de Braziliaanse deelstaat Maranhão. De gemeente telt 15.438 inwoners (schatting 2009).